# Johannes Harpprecht (II)
Johannes Harpprecht (* 1693 in Tübingen; † 1750 ebenda) war württembergischer Jurist, Bürgermeister von Tübingen und Mitglied des Engeren Ausschusses der Landschaft sowie Hofgerichtsassessor.

## Leben
Johannes Harpprecht stammte aus einer württembergischen Juristenfamilie, deren Stammvater Johannes Christoph Harpprecht war. Er war der zweite Sohn Ferdinand Christoph Harpprechts und ein Bruder Georg Friedrich Harpprechts. 1717 heiratete er Tabitha Margaretha Frommann, eine Tochter des Württembergischen Expeditionsrats Johann Christian Frommann. Sie hatten einen Sohn, Christian Ferdinand Harpprecht (* 13. September 1718), sowie eine Tochter, Wilhelmina Tabitha Harpprecht.
Harpprecht studierte Jura in Tübingen und war Lizentiat beider Rechte. Bis 1733 arbeitete er als Hofgerichtsadvokat. Im gleichen Jahr wurde er Gerichtsverwandter und gleichzeitig Bürgermeister von Tübingen. Ein Jahr später, 1734, war er wieder am Hofgericht tätig, jetzt als Assessor. Von da an war er auch Mitglied des Engeren Ausschusses der Landschaft. Alle diese vier Ämter hatte er bis zu seinem Tod 1750 inne.